# 벤저민 브랫
벤저민 브랫(Benjamin Bratt, 1963년 12월 16일 ~ )은 미국의 배우이다.

## 출연 작품

### 영화
- 데몰리션 맨 - 알프레도 가르시아 역
- 레드 플래닛 - 테드 샌튼 역
- 미스 에이전트 - 에릭 매튜 역
- 캣우먼 - 톰 론 역
- 닥터 스트레인지 - 조나단 팽본 역
- 코코 - 에르네스토 델라 크루즈 역
- 샷 콜러 - 산체즈 역
- 스코어 투 셔틀 - Q 역
- 데드 포 어 달러 - 티베리우스 바르가스 역

### 드라마
- 스타(FOX)